# Copywriter
Copywriter (CW) – autor tekstów i sloganów reklamowych. Copywriter nazywany też bywa po francusku concepteur-redacteur (pomysłodawca – redaktor).

## Opis
Copywriter pisze teksty wykorzystywane w reklamach prasowych, radiowych, telewizyjnych i wszelkich innych materiałach promocyjnych, takich jak ulotki, broszury, katalogi, strony internetowe itp. W praktyce copywriter uczestniczy w całym procesie kreacji, zaczynając od ustalenia treści graficznego motywu ogłoszenia czy ulotki, poprzez tworzenie tekstów, pisanie scenariuszy filmów reklamowych, spotów radiowych, wyszukiwanie muzyki do reklam itp. Od momentu przekazania działowi kreacji briefu do momentu wyjścia materiałów do klienta współtworzy reklamę razem z dyrektorem artystycznym odpowiedzialnym za stronę wizualną przedsięwzięcia oraz przełożonym – dyrektorem kreatywnym, który nadzoruje całokształt projektu. Copywriter jest zatrudniony w agencji reklamowej lub wydawnictwie, czasami pracuje jako tzw. wolny strzelec (ang. freelancer).
Copywriter powinien znać zasady komunikacji masowej, mieć wiedzę o zachowaniu konsumenta, o perswazji i zmianie postaw.

## Zakres działań
- Content Marketing – artykuły, poradniki, webinaria, raporty, video i podcasty.
- SEO Copywriting – teksty przyczyniające się do pozycjonowania stron internetowych, poprawne pod względem stylistycznym i ortograficznym, odpowiednio sformatowane (podział na nagłówki <h1>, <h2>, <h3> itd., sekcje, listy wypunktowane <ul> i numerowane <ol>), zawierające frazy kluczowe, o właściwej długości i poprawności merytorycznej. Powinny być wartościowe zarówno dla użytkowników, jak i robotów indeksujących.
- Teksty SEO – teksty, których celem jest poprawa widoczności w wyszukiwarkach internetowych.
- Opisy produktów – teksty przyczyniające się do pozycjonowania sklepów internetowych.
- Opisy kategorii sklepu internetowego – treści umieszczane na podstronach kategorii sklepu internetowego, które mają na celu pozycjonowanie grupy produktów.
- Oferty handlowe – docierają do potencjalnych klientów w postaci mailingu oraz w wersji drukowanej.
- Teksty na strony internetowe (tzw. webwriting) – tak zwane teksty landing page, które przemawiają do potencjalnych klientów trafiających na stronę internetową firmy.
- Prowadzenie bloga – to usługa związana ze wstawianiem każdego miesiąca od kilku do kilkunastu wpisów nawiązujących do konkretnej tematyki strony i bogatej w odpowiednio podkreślone słowa kluczowe.
- Prowadzenie fanpage – opiera się na wrzucaniu postów kilka razy w tygodniu o odpowiednich godzinach, kierujące uwagę na usługę, produkt, wpisy na blogu.
- Marketing szeptany – to pozycjonowanie na forach internetowych, związane z umieszczaniem linku strony internetowej w treści nowych tematów bądź w komentarzach.
- Korekta tekstów.
- Generowanie i optymalizacja treści, wygenerowanych przez sztuczną inteligencję - polega na wykonaniu researchu przy użyciu narzędzi AI, a następnie na ich podstawie przygotowanie wymagających treści.[7]

## CopywriterSEO
Copywriter zajmuje się przygotowaniem tekstów SEO, których głównym zadaniem jest skuteczne pozycjonowanie stron internetowych, na przykład stron firmowych i sklepów internetowych. Takie teksty odnoszą się do tematyki stron, jak i słów kluczowych, na które jest ona pozycjonowana w wyszukiwarkach internetowych. Właściciele stron internetowych dbają o współpracę z copywriterem, który regularnie dostarcza im teksty SEO, trafiające następnie na bloga bądź do katalogów internetowych. Teksty napisane przez copywriterów SEO mają wpływ na to, że witryna wyświetla się wyżej w wynikach wyszukiwania, jest lepiej widoczna i generuje większy ruch organiczny. Obecnie teksty SEO stawiają m.in. na poprawność językową, merytoryczne teksty, unikatowość, semantykę oraz na zainteresowanie odbiorcy. Dzisiaj Copywriter SEO musi dbać o odpowiednią optymalizację swoich treści, w toku zmian algorytmów Google, content musi być szczególnie rozbudowany oraz budować odpowiednią strukturę nagłówków HTML i pełne rozwinięcie tematu, którego dotyczy publikacja. Upychanie fraz kluczowych (tzw. keyword stuffing) i tworzenie tekstów wyłącznie pod roboty Google nie działa i nie przynosi dobrych efektów. Prowadzone są badania, mające na celu wykazanie, że treść przyjazna zarówno użytkownikom, jak i robotom, działa korzystniej na autorytet strony, aniżeli samo tworzenie treści „pod SEO”. Linki zewnętrzne oczywiście nadal mają duże znaczenie, natomiast bardziej liczy się ich odbiór przez żywego użytkownika, aniżeli sama „moc linków zewnętrznych”. 
Teksty, tworzone przez copywriterów SEO, można podzielić na cztery najważniejsze kategorie:
- teksty preclowe – (ang. Presell pages) niskiej jakości teksty powstałe jako alternatywa dla farm linków[10],
- teksty zapleczowe – teksty na strony stworzone całkowicie dla celów pozycjonowania innych docelowych stron[11],
- merytoryczne wartościowe artykuły zoptymalizowane pod kątem SEO,
- teksty produktowe i marketingowe[12].

Teksty preclowe oraz zapleczowe są wykorzystywane w procesie budowania linków pozycjonujących, natomiast rolą wartościowych artykułów SEO jest pozyskiwanie ruchu organicznego z wyszukiwarek internetowych. Artykuły takie powinny mieć bardzo wysoką wartość merytoryczną i nienaganny język. W ramach tekstów SEO wyróżnia się także teksty produktowe – opisy produktów i opisy kategorii w sklepach internetowych. W ramach content marketingu wyróżnia się również wpisy na [social media], o wartości których stanowi nie tylko poprawny język, ale także dopasowanie stylu i charakteru tekstu do głównej grupy odbiorców. Wykorzystanie sztucznej inteligencji do wyszukiwania i analizowania informacji, redagowania tekstu i generowania pomysłów zwiększa poziom produktywności współczesnego copywritera. Dzięki innowacyjnym technologiom możliwa jest optymalizacja procesów wyszukiwania słów kluczowych, hashtagów sieci społecznościowych i analizy aktywności konkurencji.
Copywriter, niezależnie od jakości tworzonego tekstu, powinien tworzyć treści przede wszystkim unikalne, które pozwolą realizować cele każdej kampanii. Należyta staranność wymagana jest również w kontekście jakości językowej. Znajomość zasad ortografii, gramatyki oraz interpunkcji, to podstawowe elementy wpływające na jakość pracy każdego copywritera.